# Kladno
Kladno er en by i det nordvestlige Tjekkiet med et indbyggertal (pr. 2004) på ca 70.000. Byen ligger i regionen Centralböhmen, 25 kilometer nordvest for landets hovedstad Prag.

## Hanvisninger
- Wikimedia Commons har flere filer relateret til Kladno